# Sebastian Schwager
Sebastian Schwager (Ansbach; 4 de enero de 1984) es un exciclista alemán. Debutó en 2006 con el equipo Thüringer Energie.

## Palmarés
2006 (como amateur)
- Tour de Mainfranken, más 1 etapa

## Resultados en Grandes Vueltas
| Carrera | Carrera         | 2006 | 2007 | 2008  |
| ------- | --------------- | ---- | ---- | ----- |
|         | Giro de Italia  | —    | —    | —     |
|         | Tour de Francia | —    | —    | —     |
|         | Vuelta a España | —    | —    | 115.º |

—: no participa

Ab.: abandono